# São Valério da Natividade
São Valério da Natividade, a volte chiamato semplicemente São Valério, è un comune del Brasile nello Stato del Tocantins, parte della mesoregione Oriental do Tocantins e della microregione di Dianópolis.